# Floridský průliv

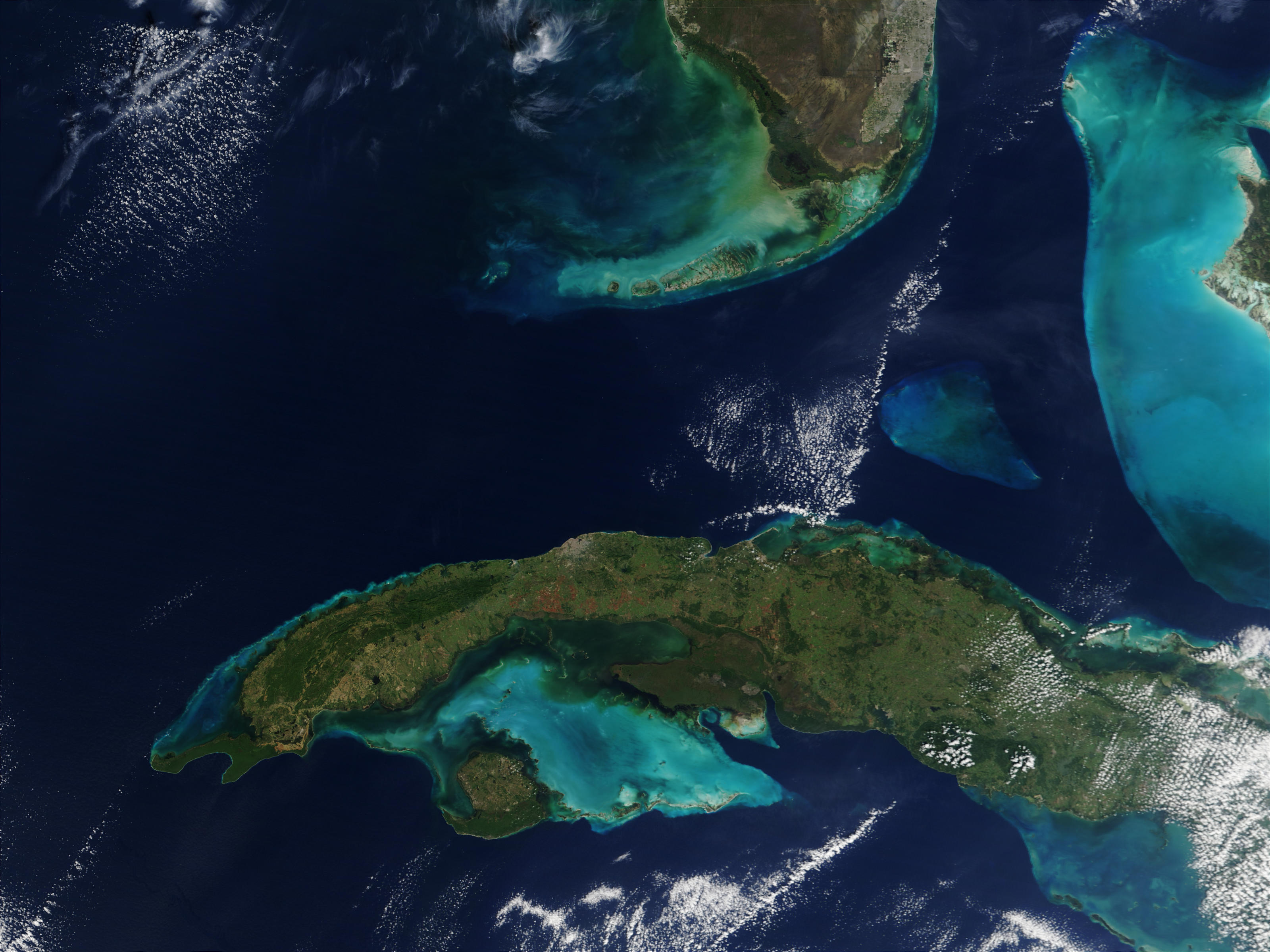
Floridský průliv – pohled z vesmíru

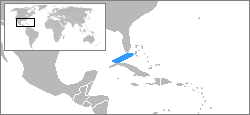
Floridský průliv

Floridský průliv (anglicky Straits of Florida, španělsky Estrecho de Florida) je průliv na jihovýchodě severoamerického kontinentu, jenž tvoří přirozenou hranici mezi Mexickým zálivem a Atlantským oceánem a mezi Floridou, přesněji ostrovy Florida Keys, a Kubou. Proudí jím teplý Floridský proud, který je počátkem Golfského proudu v Mexickém zálivu.

## Základní údaje
- délka: 300 km
- nejmenší šířka: 145 km
- největší hloubka: 1830 m